# Кусва
Кусва — деревня в Завеличенской волости Псковского района Псковской области России.

## География
Расположена в 5 км от северо-западной границы города Пскова на реке Великая.
До Кусвы осуществляется сообщение частью рейсов внутригородского автобусного маршрута № 25.
Церковь Мины, Виктора и Викентия — построена приблизительно в 1650—1700 годы.

## Население
| 2001 | 2002 | 2010 | 2014 |
| ---- | ---- | ---- | ---- |
| 77   | →77  | ↗83  | ↗98  |

Численность населения деревни составляла по оценке на конец 2000 года 77 жителей, по переписи 2010 года — 81 житель.